# Castianeira dentata
Castianeira dentata là một loài nhện trong họ Corinnidae.
Loài này thuộc chi Castianeira. Castianeira dentata được Arthur Merton Chickering miêu tả năm 1937.